# Masters de Miami 2014
El Sony Open Tennis 2014 fue un torneo de tenis ATP World Tour Masters 1000 en su rama masculina y WTA Premier Mandatory en la femenina. Se disputó en Miami (Estados Unidos), en las canchas duras del complejo Tennis Center at Crandon Park, entre el 17 y el 30 de marzo de ese año.
Junto al Masters de Indian Wells, el Masters de Miami cierra la primera etapa de la temporada de cemento, previa a los torneos de tierra batida y a Roland Garros.

## Puntos y premios en efectivo

### Distribución de puntos
| Evento                  | G    | F   | SF  | CF  | Ronda de 16 | Ronda de 32 | Ronda de 64 | Ronda de 128 | Q  | Q2 | Q1 |
| Individuales masculinos | 1000 | 600 | 360 | 180 | 90          | 45          | 25          | 10           | 16 | 8  | 0  |
| Dobles masculinos       | 1000 | 600 | 360 | 180 | 90          | 45          | 0           | —            | —  | —  | —  |
| Individuales femeninos  | 1000 | 650 | 390 | 215 | 120         | 65          | 35          | 10           | 30 | 20 | 2  |
| Dobles femeninos        | 1000 | 650 | 390 | 215 | 120         | 65          | 5           | —            | —  | —  | —  |

## Cabezas de serie
El ranking y los cabezas de serie se basan en el Ranking ATP del 17 de marzo de 2014.
| Semb. | Rank. | Jugador               | Puntos Antes | Puntos a Defender | Puntos Ganados | Puntos Después | Actuación en el Torneo                             |
| ----- | ----- | --------------------- | ------------ | ----------------- | -------------- | -------------- | -------------------------------------------------- |
| 1     | 1     | Rafael Nadal          | 13,130       | 0                 | 600            | 13,730         | Final, perdió ante Novak Djokovic [2]              |
| 2     | 2     | Novak Djokovic        | 10,900       | 90                | 1000           | 11,810         | Campeón derrotando a Rafael Nadal [1]              |
| 3     | 3     | Stanislas Wawrinka    | 5,650        | 0                 | 90             | 5,740          | Cuarta Ronda, perdió ante Alexandr Dolgopolov [22] |
| 4     | 4     | David Ferrer          | 5,150        | 600               | 90             | 4,640          | Cuarta Ronda, perdió ante Kei Nishikori [20]       |
| 5     | 5     | Roger Federer         | 5,045        | 0                 | 180            | 5,225          | Cuartos de final, perdió ante Kei Nishikori [20]   |
| 6     | 6     | Andy Murray           | 4,795        | 1,000             | 180            | 3,975          | Cuartos de final, perdió ante Novak Djokovic [2]   |
| 7     | 7     | Tomáš Berdych         | 4,540        | 180               | 360            | 4,720          | Se retiró antes de la semifinal                    |
| 8     | 8     | Juan Martín del Potro | 4,270        | 10                | 0              | 4,260          | Se retiró antes de la segunda ronda                |
| 9     | 9     | Richard Gasquet       | 2,905        | 360               | 90             | 2,635          | Cuarta Ronda, perdió ante Roger Federer [5]        |
| 10    | 10    | John Isner            | 2,670        | 45                | 90             | 2,715          | Cuarta Ronda, perdió ante Tomáš Berdych [7]        |
| 11    | 11    | Jo-Wilfried Tsonga    | 2,615        | 90                | 90             | 2,615          | Cuarta Ronda, perdió ante Andy Murray [6]          |
| 12    | 12    | Milos Raonic          | 2,575        | 45                | 180            | 2,710          | Cuartos de final, perdió ante Rafael Nadal [1]     |
| 13    | 13    | Tommy Haas            | 2,435        | 360               | 0              | 2,075          | Se retiró antes de la segunda ronda                |
| 14    | 14    | Fabio Fognini         | 2,295        | 45                | 90             | 2,340          | Cuarta Ronda, perdió ante Rafael Nadal [1]         |
| 15    | 16    | Grigor Dimitrov       | 2,130        | 45                | 45             | 2,130          | Tercera Ronda, perdió ante Kei Nishikori [20]      |
| 16    | 17    | Tommy Robredo         | 2,050        | 0                 | 90             | 2,140          | Cuarta Ronda, perdió ante Novak Djokovic [2]       |
| 17    | 18    | Kevin Anderson        | 1,940        | 45                | 45             | 1,940          | Tercera Ronda, perdió ante Richard Gasquet [9]     |
| 18    | 19    | Nicolás Almagro       | 1,795        | 90                | 45             | 1,750          | Tercera Ronda, perdió ante John Isner [10]         |
| 19    | 20    | Jerzy Janowicz        | 1,715        | 10                | 10             | 1,715          | Segunda Ronda, perdió ante Roberto Bautista-Agut   |
| 20    | 21    | Kei Nishikori         | 1,715        | 90                | 360            | 1,985          | Se retiró antes de la semifinal                    |
| 21    | 22    | Ernests Gulbis        | 1,690        | (45)              | 10             | 1,655          | Segunda Ronda, perdió ante Julien Benneteau        |
| 22    | 23    | Aleksandr Dolgopólov  | 1,555        | 45                | 180            | 1,690          | Cuartos de final, perdió ante Tomáš Berdych [7]    |
| 23    | 24    | Gaël Monfils          | 1,520        | (20)              | 10             | 1,510          | Segunda Ronda, perdió ante Guillermo García-López  |
| 24    | 25    | Philipp Kohlschreiber | 1,510        | 10                | 10             | 1,510          | Segunda Ronda, perdió ante Marcos Baghdatis [WC]   |
| 25    | 26    | Marin Čilić           | 1,500        | 180               | 10             | 1,330          | Segunda Ronda, perdió ante Édouard Roger-Vasselin  |
| 26    | 27    | Gilles Simon          | 1,485        | 180               | 10             | 1,315          | Segunda Ronda, perdió ante João Sousa              |
| 27    | 28    | Vasek Pospisil        | 1,343        | (48)              | 10             | 1,305          | Segunda Ronda perdió ante Aljaž Bedene [Q]         |
| 28    | 29    | Fernando Verdasco     | 1,270        | 10                | 10             | 1,270          | Segunda Ronda, perdió ante Thiemo de Bakker [Q]    |
| 29    | 30    | Dmitri Tursúnov       | 1,231        | 41                | 10             | 1,200          | Segunda Ronda, perdió ante Denis Istomin           |
| 30    | 32    | Florian Mayer         | 1,210        | 10                | 45             | 1,245          | Se retiró antes de la tercera ronda                |
| 31    | 33    | Andreas Seppi         | 1,195        | 90                | 45             | 1,150          | Tercera Ronda, perdió ante David Ferrer [4]        |
| 32    | 34    | Feliciano López       | 1,180        | 0                 | 45             | 1,225          | Tercera Ronda, perdió ante Andy Murray [6]         |

### Bajas
| Ranking | Jugador       | Puntos Antes | Puntos a Defender | Puntos Ganados | Puntos Después | Baja debido a     |
| ------- | ------------- | ------------ | ----------------- | -------------- | -------------- | ----------------- |
| 15      | Mijaíl Yuzhny | 2,135        | 45                | 0              | 2,090          | Lesión de Espalda |
| 31      | Benoît Paire  | 1,230        | 10                | 0              | 1,220          | Lesión de Rodilla |

### Dobles masculinos
| Tenistas                           | Ranking | Preclasificado |
| Bob Bryan Mike Bryan               | 2       | 1              |
| Alexander Peya Bruno Soares        | 6       | 2              |
| Ivan Dodig Marcelo Melo            | 11      | 3              |
| Leander Paes Radek Štěpánek        | 17      | 4              |
| David Marrero Fernando Verdasco    | 18      | 5              |
| Daniel Nestor Nenad Zimonjic       | 27      | 6              |
| Rohan Bopanna Aisam-ul-Haq Qureshi | 29      | 7              |
| Michaël Llodra Nicolas Mahut       | 38      | 8              |

### Individuales femeninos
El ranking y las cabezas de serie se basan en el Ranking WTA del 3 de marzo de 2014.
| Semb. | Rank. | Jugadora                 | Puntos Antes | Puntos a Defender | Puntos Ganados | Puntos Después | Actuación en el Torneo                                |
| ----- | ----- | ------------------------ | ------------ | ----------------- | -------------- | -------------- | ----------------------------------------------------- |
| 1     | 1     | Serena Williams          | 12,660       | 1,000             | 1,000          | 12,660         | Campeona venció a Na Li [2]                           |
| 2     | 2     | Na Li                    | 7,185        | 250               | 650            | 7,585          | Final derrotada por Serena Williams [1]               |
| 3     | 3     | Agnieszka Radwańska      | 6,215        | 450               | 215            | 5,980          | Cuartos de final, perdió ante Dominika Cibulková [10] |
| 4     | 5     | María Sharápova          | 4,271        | 700               | 390            | 3,961          | Semifinales, perdió ante Serena Williams [1]          |
| 5     | 6     | Angelique Kerber         | 4,050        | 80                | 215            | 4,185          | Cuarta Ronda, perdió ante Serena Williams [1]         |
| 6     | 7     | Simona Halep             | 4,775        | 80                | 0              | 4,695          | Se retiró antes de la Segunda Ronda                   |
| 7     | 8     | Jelena Jankovic          | 4,590        | 450               | 10             | 4,150          | Segunda Ronda, perdió ante Varvara Lepchenko          |
| 8     | 9     | Petra Kvitová            | 4,235        | 80                | 215            | 4,370          | Cuartos de final, perdió ante María Sharápova [4]     |
| 9     | 10    | Sara Errani              | 3,830        | 250               | 65             | 3,645          | Tercera Ronda, perdió ante Yekaterina Makarova [23]   |
| 10    | 11    | Dominika Cibulková       | 3,470        | 140               | 390            | 3,720          | Semifinales, perdió ante Na Li [2]                    |
| 11    | 12    | Caroline Wozniacki       | 2,605        | 80                | 215            | 2,740          | Cuartos de final, perdió ante Na Li [2]               |
| 12    | 13    | Ana Ivanovic             | 3,140        | 140               | 120            | 3,120          | Cuarta Ronda, perdió ante Petra Kvitová [8]           |
| 13    | 14    | Roberta Vinci            | 2,925        | 250               | 10             | 2,685          | Segunda Ronda, perdió ante Barbora Záhlavová-Strýcová |
| 14    | 15    | Sabine Lisicki           | 2,660        | 5                 | 65             | 2,720          | Se retiró antes de la Tercera Ronda                   |
| 15    | 16    | Carla Suárez Navarro     | 2,620        | 80                | 120            | 2,660          | Cuarta Ronda, perdió ante Na Li [2]                   |
| 16    | 17    | Samantha Stosur          | 2,420        | 0                 | 65             | 2,485          | Tercera Ronda, perdió ante Coco Vandeweghe [Q]        |
| 17    | 18    | Sloane Stephens          | 2,625        | 140               | 65             | 2,550          | Tercera Ronda, perdió ante Caroline Wozniacki [11]    |
| 18    | 19    | Eugenie Bouchard         | 2,485        | 50                | 10             | 2,445          | Segunda Ronda, perdió ante Elina Svitolina            |
| 19    | 20    | Kirsten Flipkens         | 2,215        | 250               | 120            | 2,085          | Cuarta Ronda, perdió ante María Sharápova [4]         |
| 20    | 21    | Flavia Pennetta          | 3,255        | 50                | 65             | 3,270          | Tercera Ronda, perdió ante Ana Ivanovic [12]          |
| 21    | 22    | Anastasia Pavliuchénkova | 2,240        | 5                 | 10             | 2,245          | Segunda Ronda, perdió ante Coco Vandeweghe [Q]        |
| 22    | 23    | Alizé Cornet             | 2,230        | 140               | 65             | 2,155          | Tercera Ronda, perdió ante Dominika Cibulková [10]    |
| 23    | 24    | Yekaterina Makárova      | 2,125        | 5                 | 120            | 2,240          | Cuarta Ronda, perdió ante Angelique Kerber [5]        |
| 24    | 26    | Kaia Kanepi              | 2,045        | 0                 | 65             | 2,110          | Tercera Ronda, perdió ante Carla Suárez Navarro [15]  |
| 25    | 27    | Sorana Cirstea           | 1,910        | 140               | 10             | 1,780          | Segunda Ronda, perdió ante Tsvetana Pironkova         |
| 26    | 28    | Lucie Safarova           | 1,880        | 5                 | 65             | 1,940          | Tercera Ronda, perdió ante María Sharápova [4]        |
| 27    | 29    | Klara Zakopalova         | 1,615        | 140               | 10             | 1,485          | Segunda Ronda, perdió ante Caroline Garcia            |
| 28    | 30    | Svetlana Kuznetsova      | 1,583        | 80                | 10             | 1,513          | Segunda Ronda, perdió ante Donna Vekić [Q]            |
| 29    | 31    | Venus Williams           | 1,577        | 80                | 120            | 1,617          | Cuarta Ronda, perdió ante Dominika Cibulková [10]     |
| 30    | 32    | Garbiñe Muguruza         | 1,403        | 140               | 10             | 1,273          | Segunda Ronda, perdió ante Ajla Tomljanović           |
| 31    | 34    | Daniela Hantuchová       | 1,442        | 50                | 10             | 1,402          | Segunda Ronda, perdió ante Madison Keys               |
| 32    | 35    | Yelena Vesniná           | 1,395        | 80                | 65             | 1,380          | Tercera Ronda, perdió ante Agnieszka Radwańska [3]    |

### Bajas femeninas
| Ranking | Jugadora          | Puntos Antes | Puntos por Defender | Puntos Ganados | Puntos Después | Baja debido a     |
| ------- | ----------------- | ------------ | ------------------- | -------------- | -------------- | ----------------- |
| 4       | Victoria Azarenka | 5,441        | 0                   | 0              | 5,441          | Lesión de Pie     |
| 25      | María Kirilenko   | 1,596        | 80                  | 0              | 1,516          | Lesión de Rodilla |
| 33      | Jamie Hampton     | 1,452        | 50                  | 0              | 1,402          | Lesión de Cadera  |

### Dobles femeninos
| Parejas                            | Ranking | Sembradas |
| Hsieh Su-Wei Peng Shuai            | 3       | 1         |
| Yekaterina Makárova Yelena Vesniná | 7       | 2         |
| Sara Errani Roberta Vinci          | 12      | 3         |
| Květa Peschke Katarina Srebotnik   | 14      | 4         |
| Cara Black Sania Mirza             | 24      | 5         |
| Andrea Hlaváčková Lucie Šafářová   | 25      | 6         |
| Ashleigh Barty Casey Dellacqua     | 34      | 7         |
| Raquel Kops-Jones Abigail Spears   | 38      | 8         |

## Campeones

### Individuales masculino
Novak Djokovic venció a  Rafael Nadal por 6-3, 6-3.

### Individuales femenino
Serena Williams venció a  Na Li por 7-5, 6-1.

### Dobles masculino
Bob Bryan /  Mike Bryan vencieron a  Juan Sebastián Cabal /  Robert Farah por 7-6, 6-4.

### Dobles femenino
Martina Hingis /  Sabine Lisicki vecieron a  Yekaterina Makárova /  Yelena Vesniná por 4-6, 6-4, [10-5].